# Mercury 13
Mercury 13 est le nom d'un groupe de treize femmes ayant suivi des tests physiologiques identiques à ceux de la NASA au début des années 1960. L'objectif était de sélectionner des femmes pilotes capables d'intégrer la NASA, au moment où le premier groupe d'astronautes masculin, Mercury Seven, venait d'être formé. 

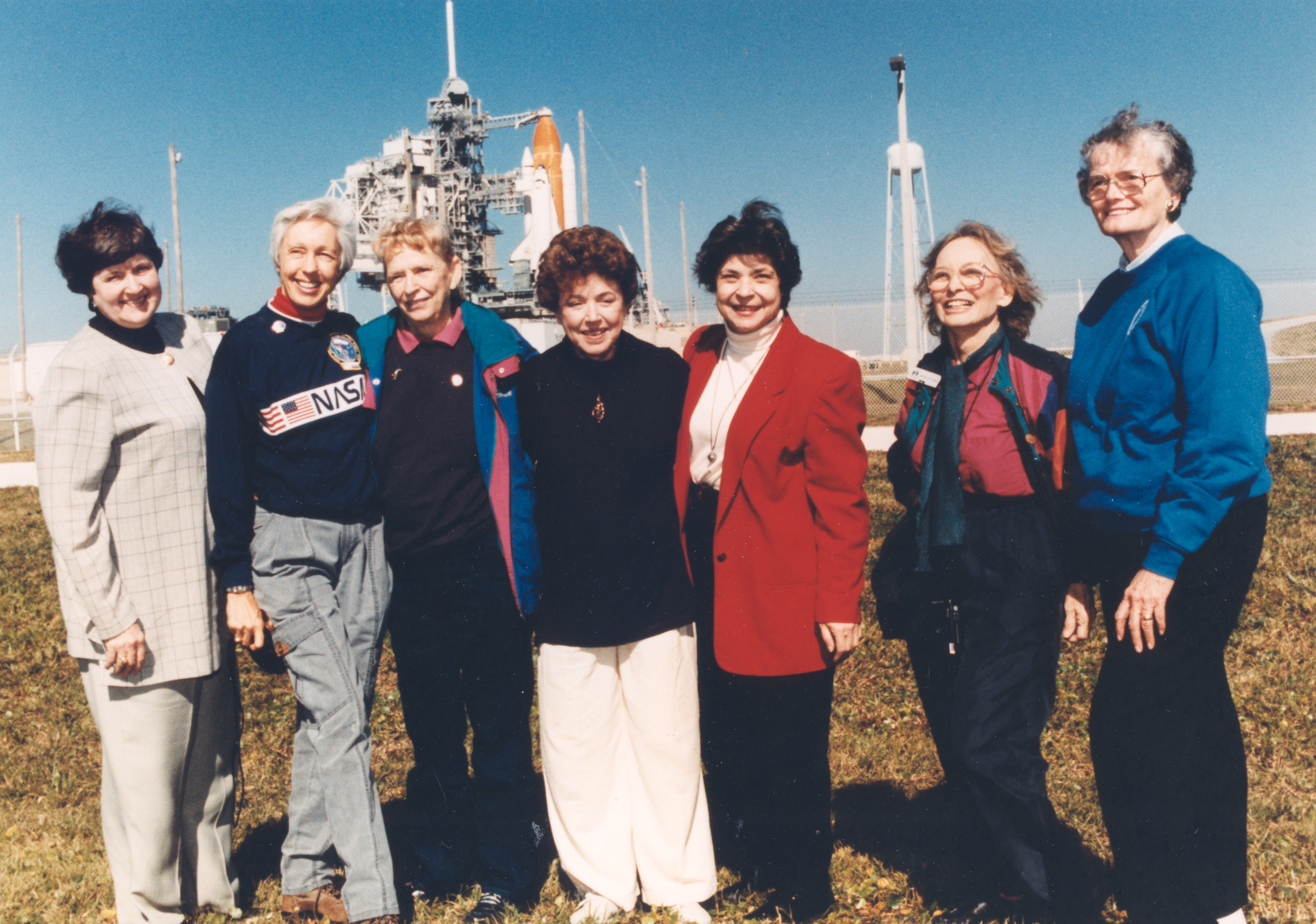
7 membres du groupe Mercury 13 posant devant la navette spatiale, en 1995. De gauche à droite : Gene Nora Jessen, Wally Funk, Jerrie Cobb, Jerri Truhill, Sarah Ratley, Myrtle Cagle et Bernice Steadman.

Le groupe a été aussi appelé First Lady Astronaut Trainees (FLAT). Il est dissous par le gouvernement américain avant la fin des examens et aucune de ces femmes ne volera dans l'espace sauf Wally Funk, lors du vol touristique Blue Origin NS-16, offert par une société privée, ayant eu lieu le 20 juillet 2021.

## Histoire

### Genèse du groupe

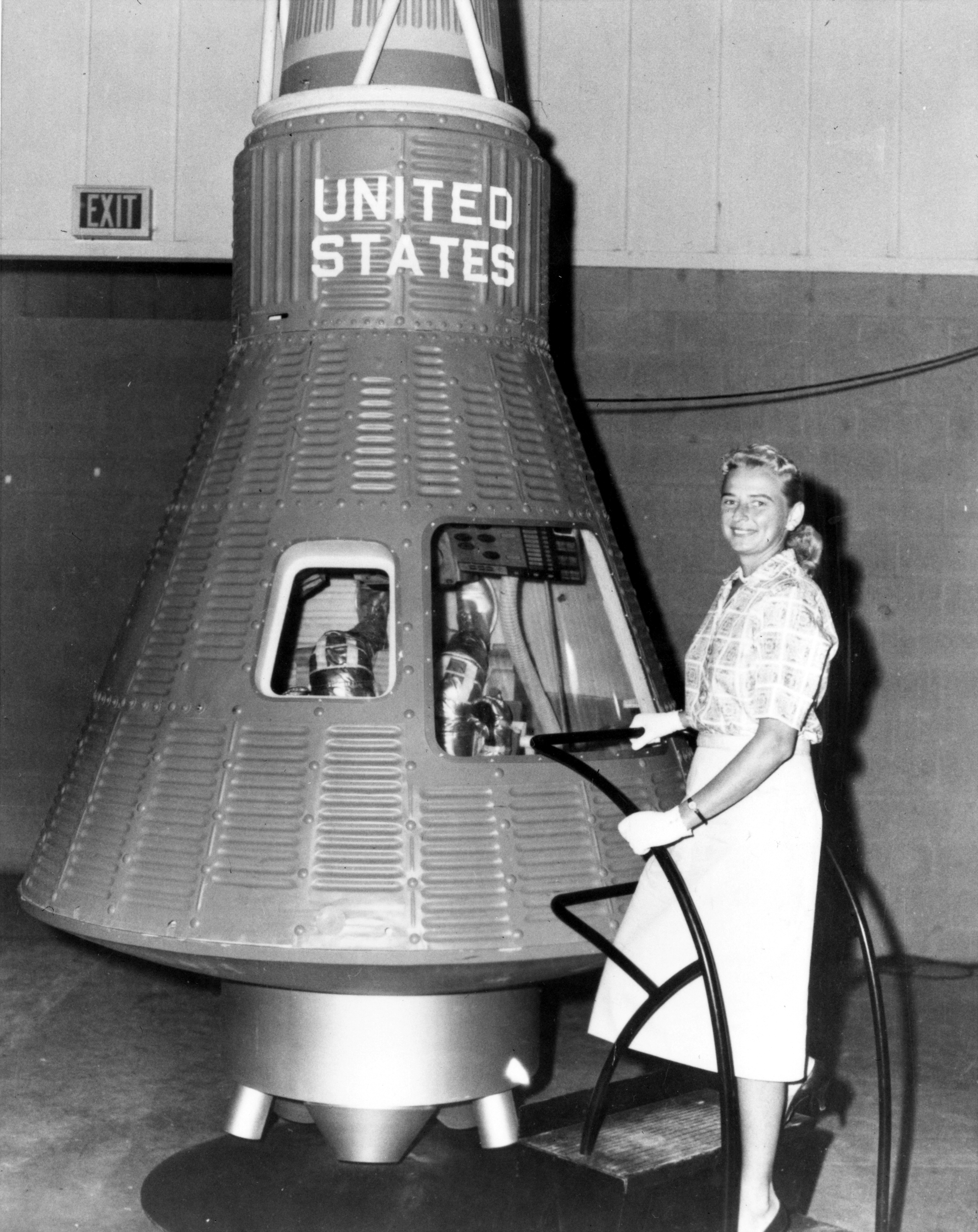
Jerrie Cobb posant à côté de la capsule Mercury.

Durant les années 1950, les États-Unis souhaitent conquérir l'espace en développant leur propre programme spatial. Très vite après les premiers vols d'engins vides ou habités par des animaux, le défi est celui d'envoyer un être humain dans l'espace. Les premiers astronautes sont recrutés pendant leur carrière militaires de pilotes de chasse et forme le groupe Mercury Seven. À l'époque, la loi interdit aux femmes de piloter des avions à réaction et donc d'accéder aux carrières militaires. Elles sont, de ce fait, exclues des sélections de la NASA. 
Au cours de l'année 1961, le docteur William Randolph Lovelace II, mandaté par la NASA pour faire passer les tests médicaux aux sept astronautes de Mercury Seven, a l'idée de constituer un groupe de femmes similaire. Il sélectionne 25 femmes pilotes expérimentées, parmi les meilleures du pays, âgées de 23 à 41 ans. Il prévoit de leur faire passer des tests physiques et psychologiques suivants trois étapes. Les examens sont identiques à ceux réalisés sur les Mercury Seven quelque temps auparavant. Après les deux premières étapes, il ne reste que treize femmes. Celles-ci se comportent brillamment  lors des test de recrutement.

### Les membres de Mercury 13
- Myrtle Cagle (plus tard Thompson) (1925-2019)
- Geraldyn « Jerrie » M. Cobb (1931-2019)
- Janet C. Dietrich (1926-2008)
- Marion Dietrich (1926-1974), jumelle de Janet
- Mary W. Wally Funk (1939)
- Sarah L. Gorelick (plus tard Ratley) (1931-2020)
- Jane « Janey » Hart (née Briggs) (1921-2015)
- Jean Hixson (1922-1984)
- Rhea Woltman (plus tard Allison, puis Woltman) (1928-2021)
- Gene Nora Stumbough (plus tard Jessen) (1937-2024)
- Irene Leverton (1924-2007)
- Geraldine « Jerri » Sloan (née Hamilton, plus tard Truhill) (1928-2013)
- Bernice « Bea » T. Steadman (née Trimble) (1925-2015)

### Arrêt du programme

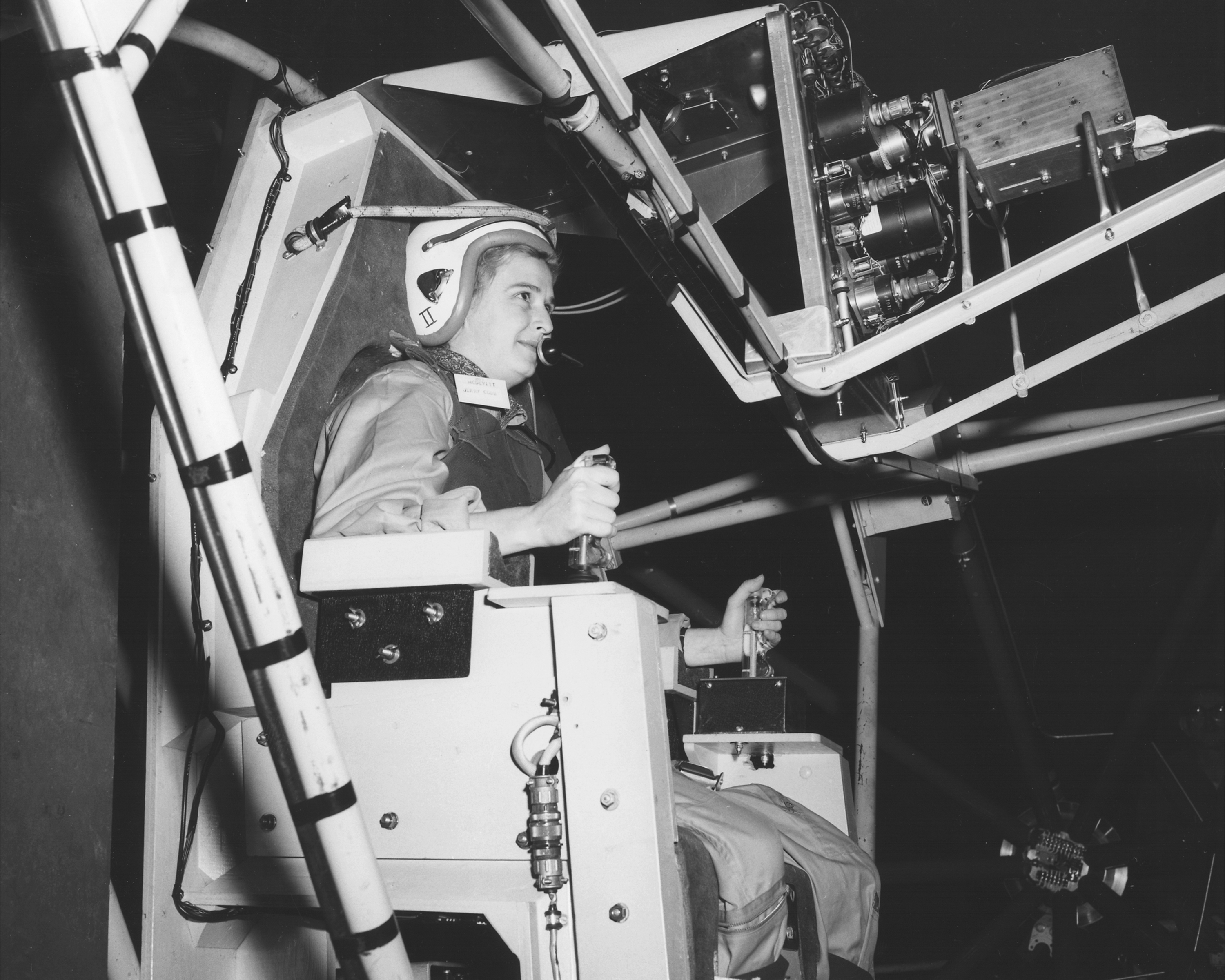
Jerrie Cobb testant le Gimbal Rig, en 1961.

La NASA entend parler des expériences du docteur William Randolph Lovelace II et demande la dissolution du groupe et l'abandon du recrutement. Quelques-unes des participantes, dont la médiatique Jerrie Cobb, décident alors de plaider leur cause à la Chambre des représentants qui convoque un conseil spécial pour déterminer si des femmes peuvent être admises dans le programme spatial du pays. La décision est rendue quelques semaines plus tard par le président Lyndon B. Johnson, les femmes ne peuvent pas faire partie de la NASA.

### Par la suite
Alors que les Américains étaient prêts bien avant, la première femme à se rendre dans l'espace est la Soviétique Valentina Terechkova en 1963. La première Américaine à réaliser un vol spatial est Sally Ride, en 1983. Elle est recrutée parmi le premier groupe d'astronautes (groupe 8) mixte en 1978.

### Postérité
En 2011, Silvia Casalino, réalisatrice de films documentaires, réalise un documentaire de 59 minutes intitulé No Gravity produit par la ZDF qui évoque Mercury 13,,,. 
Le 1er juillet 2021, Jeff Bezos annonce que Wally Funk participera au premier vol suborbital de New Shepard, Blue Origin NS-16 qui a lieu avec succès le 20 juillet 2021.
Dans la série télévisée For All Mankind, le personnage de Molly Cobb est une ancienne membre des Mercury 13 et est directement inspirée de Jerrie Cobb.
En 2023, la pièce de théâtre Cosmos, de Maëlle Poésy et Kévin Keiss, retrace l’histoire des Mercury 13,. La pièce est inspirée du documentaire No Gravity de Sylvia Casalino.

### Filmographie
- « Mercury 13 » (documentaire Netflix sorti en 2018), sur Netflix (consulté le 20 août 2020).